# La conquistatrice
La conquistatrice è un film del 1951 diretto da Michael Gordon.

## Trama
Harriet Boyd, disegnatrice di modelli in una grande casa di moda, decide di fondare con altri due dipendenti un nuovo atelier. Capace e soprattutto ambiziosa, Harriet arde dal desiderio di conquistarsi una posizione eminente. Andrebbe tutto bene se la donna non mirasse troppo in alto: disposta a convolare a giuste nozze con il boss di una grande catena di negozi, non si avvede che vale di più l'amore sincero del suo fidanzato, povero ma onesto.